# Longguo & Shihyun
Longguo & Shihyun (hangul: 용국 & 시현) é um duo sul-coreano formado pela Choon Entertainment. O duo participou do reality show da Mnet Produce 101 Season 2. Eles estrearam oficialmente em 31 de julho de 2017, com o single "the.the.the".

## História
O Produce 101 Season 2 estreou na Mnet em abril de 2017, onde 101 trainees masculinos de várias empresas de entretenimento sul-coreanas competiram para estrear em um grupo de 11 membros que promove durante um ano sob a YMC Entertainment. O show terminou em 16 de junho do mesmo ano, formando o grupo projeto Wanna One. Kim Shi-hyun, teve que sair da reality antes que ele começasse a ser transmitido, enquanto Longguo alcançou a 21ª posição no programa, logo abaixo do top 20 dos competidores que foram para a rodada final.
No inicio de julho de 2017, a Choon Entertainment anunciou a estreia do duo para 31 de julho. Seu primeiro extended play, intitulado the.the.the, alcançou a posição de número 5 na Gaon Album Chart, vendendo mais de 32 mil cópias em seu primeiro mês de lançamento.

## Integrantes
- Jin Longguo (金龙国; 김용국), nascido em Helong, Jilin, China em 2 de março de 1996 (29 anos). Também conhecido por seu nome coreano Kim Yong-guk (김용국).[7]
- Kim Shi-hyun (김시현), nascido em Changwon, Gyeongsangnam-do, Coreia do Sul em 6 de maio de 1998 (26 anos).[8]

## Discografia

### Extended plays
| Título      | Detalhes | Melhores posições nas paradas | Vendas         |
| Título      | Detalhes | KOR                           | Vendas         |
| ----------- | --- | ----------------------------- | -------------- |
| the.the.the | - Lançamento: 31 de julho de 2017 - Gravadora(s): Choon Entertainment, NHN Entertainment - Formato(s): CD, Download digital Lista de faixas 1. Stay Here 2. the.the.the 3. Love Taste 4. Wonderland 5. the.the.the (inst.) 6. Stay Here (inst.) | 5                             | - KOR: 33,550+ |

### Singles
| Título        | Ano  | Vendas         | Álbum       |
| ------------- | ---- | -------------- | ----------- |
| "the.the.the" | 2017 | - KOR: 22,667+ | the.the.the |

## Filmografia
| Ano  | Título               | Rede | Notas        |
| ---- | -------------------- | ---- | ------------ |
| 2017 | Produce 101 Season 2 | Mnet | Concorrentes |

## Prêmios e indicações
| Ano                | Categoria               | Trabalho nomeado  | Resultado |
| ------------------ | ----------------------- | ----------------- | --------- |
| Golden Disc Awards |                         |                   |           |
| 2018               | New Artist of the Year  | Longguo & Shihyun | Indicado  |
| 2018               | Global Popularity Award | Longguo & Shihyun | Indicado  |